# Theodora II.

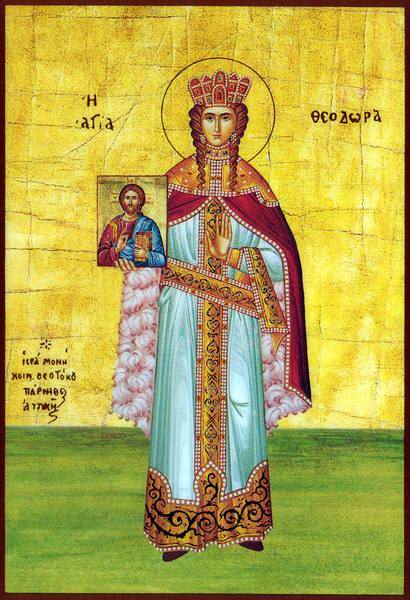
Ikona, zobrazující sv. Theodoru

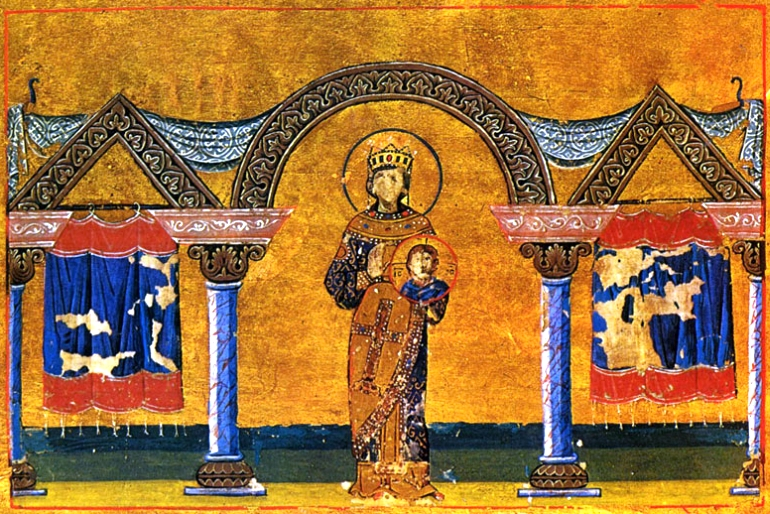
Theodora II.

Theodora (kolem 810 – 11. února 867) byla byzantská císařovna a manželka císaře Theofila, po jehož smrti v roce 842 vládla jako regentka za jejich nedospělého syna Michala III. Krátce po začátku svého regentství prosadila obnovení uctívání ikon, čímž bylo definitivně ukončeno období ikonoklastického hnutí v byzantských dějinách. Pravoslavnou církví je uctívána jako světice. Její svátek v pravoslavném kalendáři je na první neděli postní, která je nazývána také nedělí pravoslaví.